# Яворський замок
Замок П'ястів у Яворі (пол. Zamek Piastowski w Jaworze, нім. Schloss Jauer) — княжий замок П'ястів у місті Явор у Нижньосілезькому воєводстві в Польщі. 
Збережений замок ховає всередині своїх стін сліди первісної будівлі. Комплекс замку має корисну площу 6072 м2 та кубатуру 18 500 куб. М  . 

## Історія
Першопочатково на місці замку було збудовано оборонну та житлову вежу, яку було оточено валом та ровом. Вежу було побудовано до 1224 року, тоді було згадано яворського каштеляна Радослава з Болеславця, який правив від імені Генрика Бородатого — тогочасного сілезького князя. 
Після виникнення Яворського князівства в 1274 році, замок став княжою резиденцією. З цим була пов'язана його подальша розбудова. У замку мешкав Бернард Моторний — брат Болеслава I Суворого та співправитель Яворського князівства. 
Болеслав I Суворий до кінця свого правління, для захисту столичного міста Явор від чехів, оточив його оборонними мурами, водночас зміцнивши замок за допомогою кам'яних укріплень. У середні віки замок був резиденцією яворсько-свідницьких князів з родини П'ястів аж до смерті Болеслава II Малого у 1368 році. 
До 1392 року замок належав княгині Агнешці, а після неї — Явор опинився під пануванням чеських королів. У 1490 році тут гостював чеський король Владислав Ягеллончик, а у 1687 році — дружина польського короля Марія Казимира, відома під іменем Марисеньки. Внаслідок численних перебудов та відбудов після руйнувань у XV i XVI століттях  (наприклад, під час Тридцятилітньої війни), замок втратив свій первісний вигляд середньовічної фортеці. 
Від часу Сілезьких воєн, коли Сілезія опинилася під владою Пруссії і аж до 1956 року, замок слугував в'язницею. У 1751 році було перебудовано годинникову вежу, яку використовували для нагляду за в'язницею. 
Після 1956 року замок було відремонтовано та призначено для культурних інституцій та помешкань.   

## Сучасність
В наш час замок перебуває у досить занедбаному стані. 
У 2013 році в одній із зал було облаштовано експозицію для туристів, а також відкрито для відвідування замкову вежу.

## Світлини

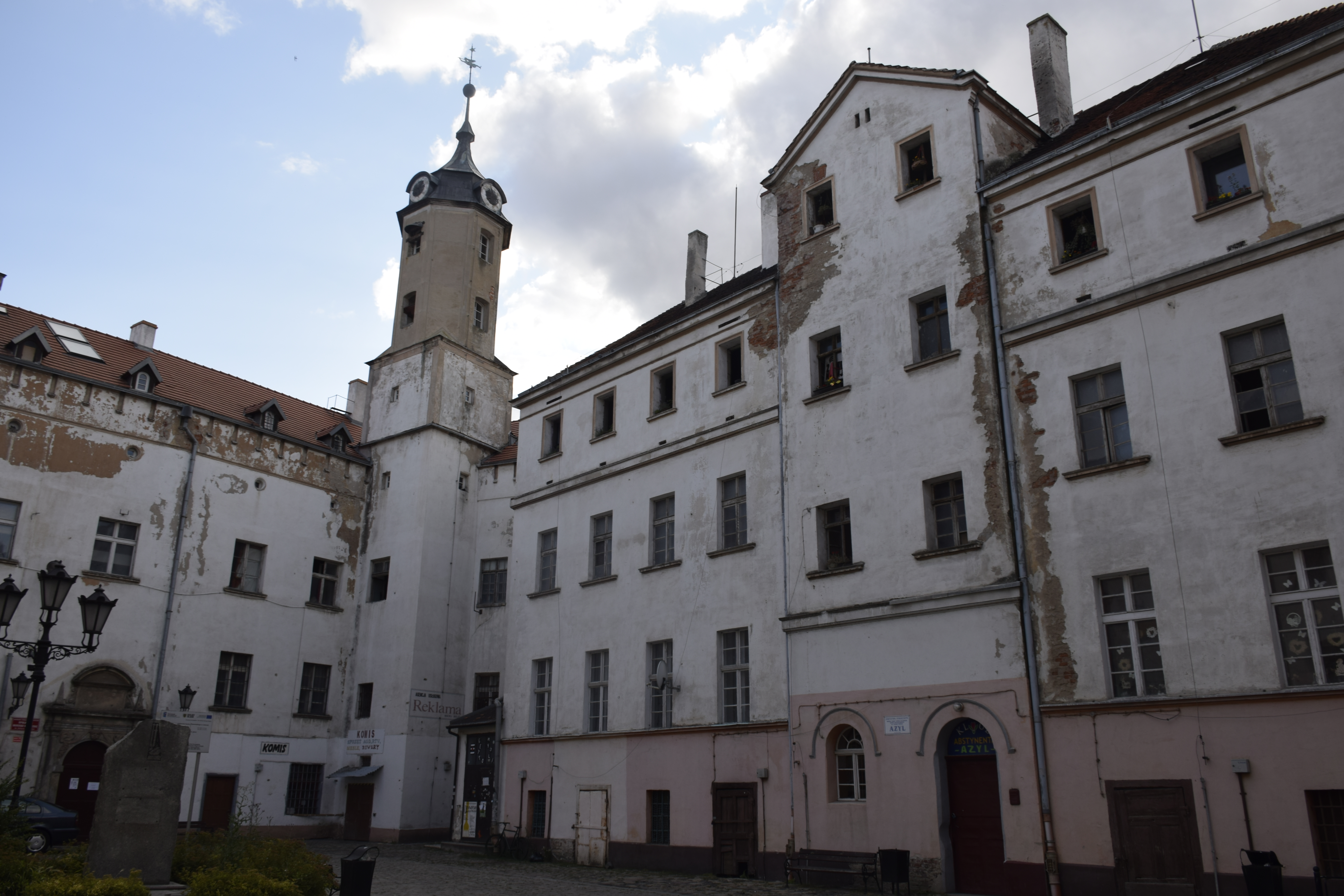
Замковий двір
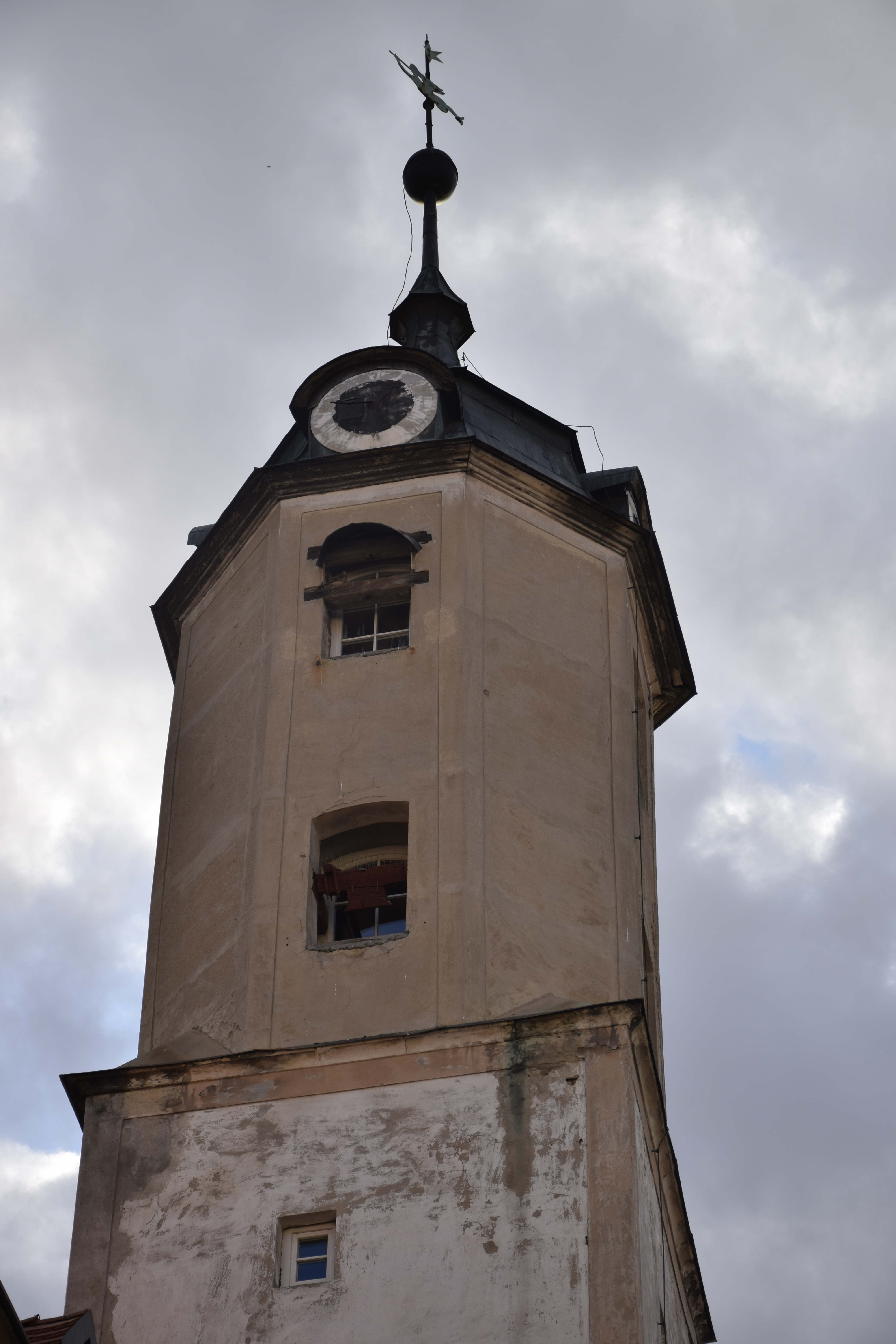
Вежа замку
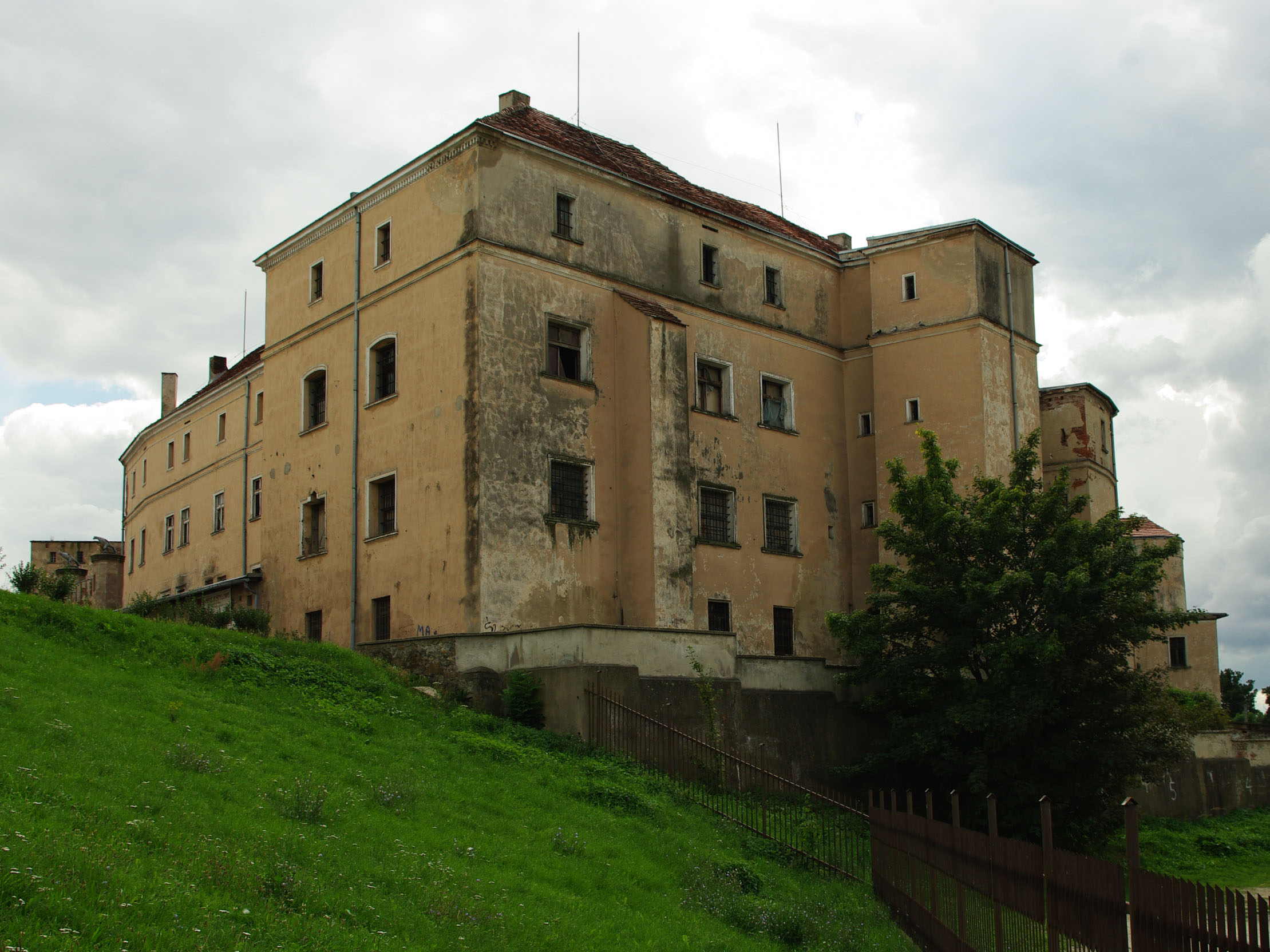
Вигляд замку